# Glélé

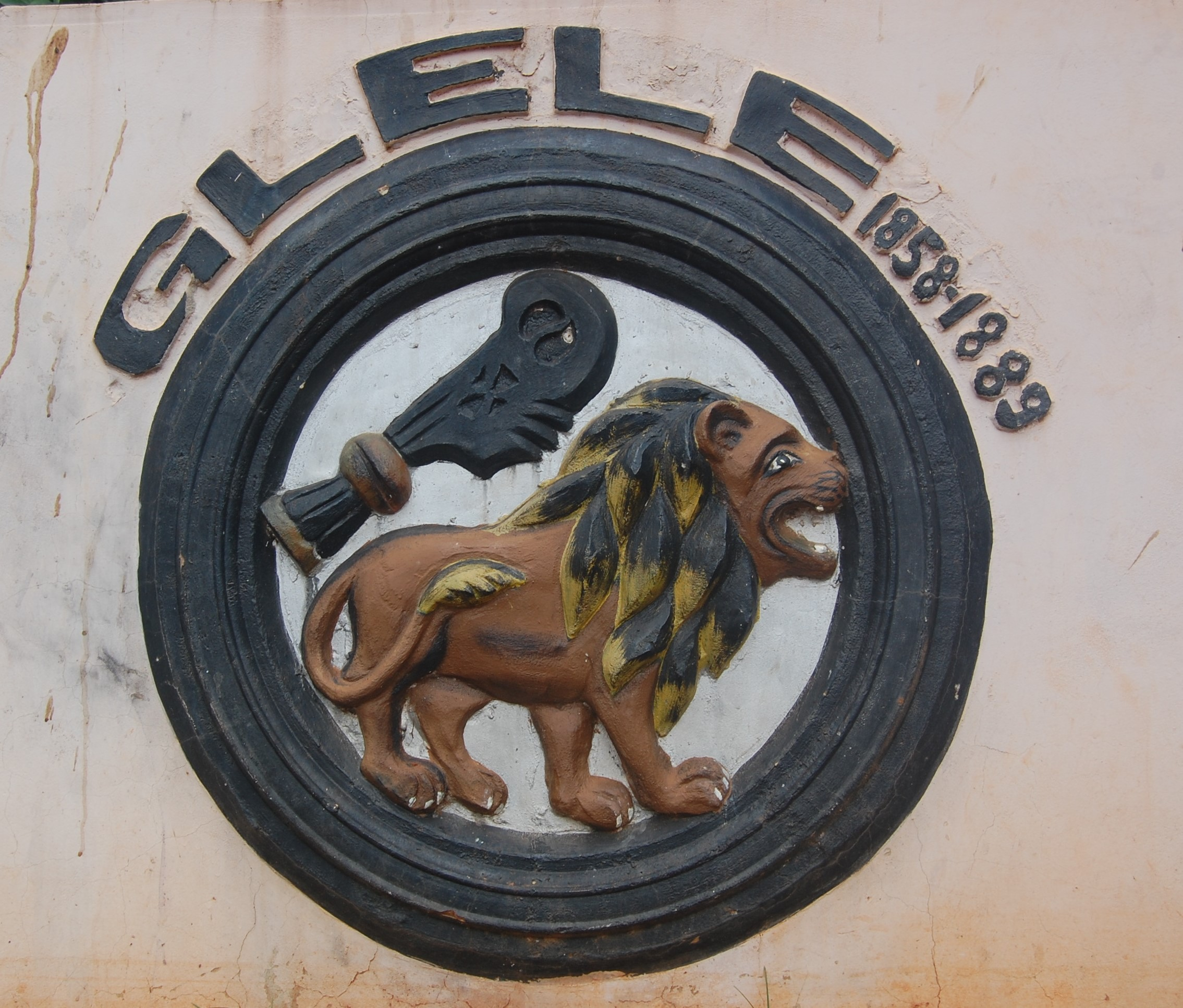
Bas-reliëf in Abomey; het ritueel mes en de leeuw waren de symbolen van Glélé.

Glélé (ook Gelele, ? - 29 december 1889) was van 1858 tot zijn dood koning van het West-Afrikaanse koninkrijk Dahomey.

## Leven
Hij werd geboren als prins Badohoun en nam de naam Glélé aan toen hij in 1858 zijn overleden vader Ghézo opvolgde. Hij zette de politiek van zijn vader verder. De economie van het Fon-koninkrijk Dahomey steunde erg op de productie van palmolie en op het gebruik en de verkoop van slaven. Jaarlijks rustte hij militaire expedities uit om slaven te winnen. Deze werden verkocht om verscheept te worden naar Amerika, of werden tewerkgesteld in het koninklijk domein of gedood als offer. Verschillende van deze campagnes waren gericht tegen de Yoruba. Glélés leger vernielde hierbij de steden Ichaga, Ibara en Ketou, maar de stad Abeokuta kon niet veroverd worden. Glélé leidde ook dertien expedities tegen het koninkrijk Porto-Novo. Koning Toffa van Port-Novo plaatste zich als reactie onder de bescherming van Frankrijk.

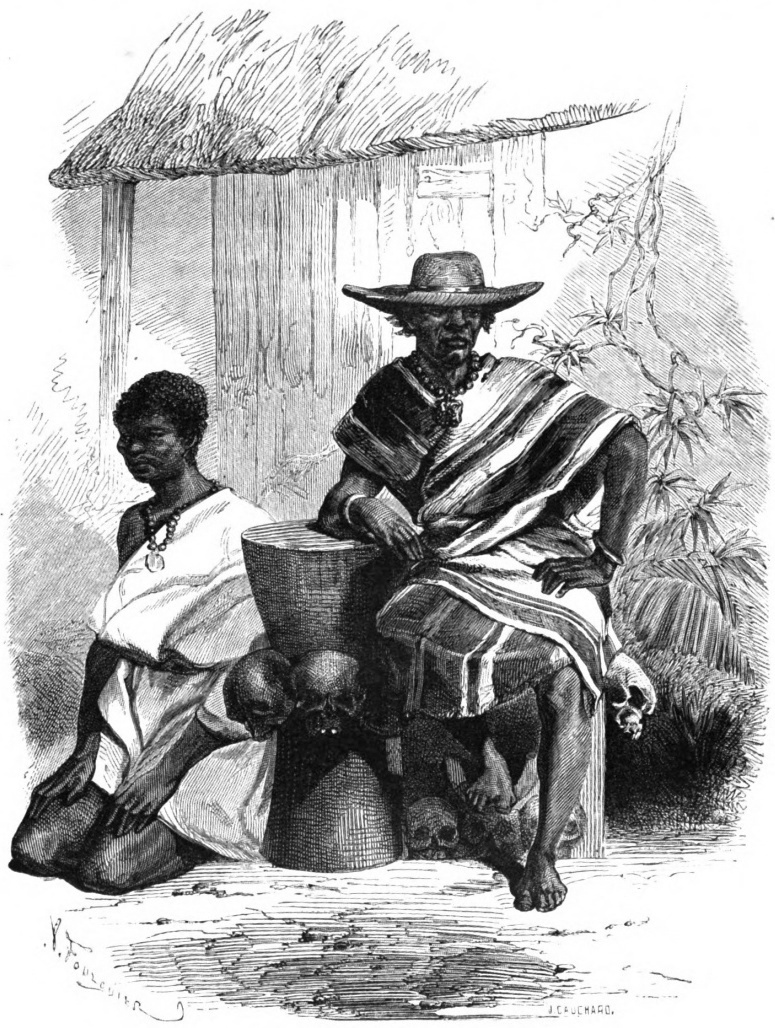
Koning Ghézo en prins Badohoun

Aanvankelijk onderhield Glélé goede relaties met de Fransen. Franse schepen vervoerden in de eerste jaren van zijn bewind nog clandestien slaven naar Amerika, terwijl de Britten het verbod op slavenhandel strenger handhaafden. Bij de verdragen getekend in Ouidah in 1868 en 1878 stond hij Cotonou af aan Frankrijk. Glélé weigerde een gelijkaardig verdrag te tekenen met Portugal om zich tegen de Franse expansie te verdedigen. De relaties met Frankrijk verslechterden tegen het einde van Glélés regeerperiode door de economische groei van Cotonou en de groeiende invloed van Frankrijk in Dahomey. Westerse handelaars in palmolie ageerden tegen de restricties die hen door Glélé werden opgelegd. In 1889 trok zijn leger op naar Cotonou. Glélé was toen al stervende. Zijn zoon prins Kondo dwong de Franse afgevaardigde Jean-Marie Bayol om het verdrag van Ouidah van 1878 te herroepen. Glélé stierf korte tijd later. Bij zijn begrafenis werden 41 jongens en 41 meisjes geofferd. Hij werd opgevolgd door zijn zoon Kondo die de naam Béhanzin aannam.

## Paleis

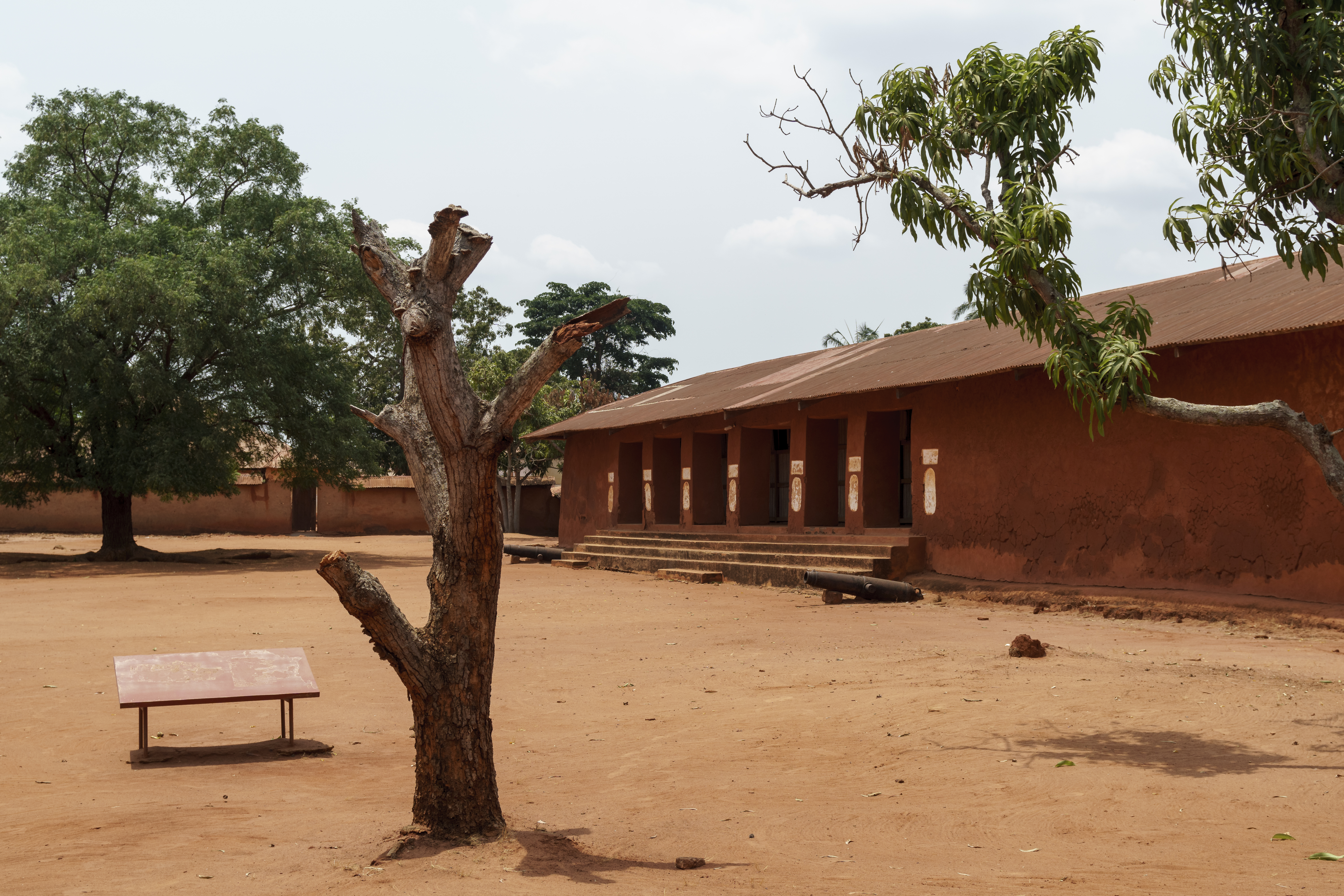
Paleis van koning Glélé in Abomey. Het gaat om een replica waarin de originele bas-reliëfs na restauratie werden geplaatst. Het oorspronkelijk paleis stortte in 1988 in.

In zijn hoofdstad Abomey liet Glélé een nieuw paleis bouwen in het paleizencomplex van de stad. De muren hiervan waren versierd met kleurrijke bas-reliëfs.